# Der Karpatenhund
Die drei ??? und der Karpatenhund (Originaltitel The Mystery of the Invisible Dog) ist ein US-amerikanischer Jugendkriminalroman von M. V. Carey aus dem Jahr 1975 und der 23. Band der Jugendkrimireihe Die drei ???. In Deutschland erschien der Karpatenhund 1978 als Buch Nummer 21. Die Hörspielfassung erschien 1979 als Folge 3 durch das Label Europa. Eine Verfilmung des Romans kam am 23. Januar 2025 in die deutschen Kinos.
Die drei ??? und der Karpatenhund war der erste Band der Reihe, der die Existenz von Geistern nicht ganz abstreitet. Aus diesem Grund wurde die deutsche Übersetzung nach der ersten Auflage überarbeitet. Das Hörspiel richtet sich nach der zweiten, veränderten Auflage.

## Inhalt (1. Auflage)
Der etwa 70 Jahre alte Mr. Fenton Prentice wird in seiner Wohnung von Schatten belästigt. Sie tauchen plötzlich auf und scheinen sich nicht an Wänden und geschlossenen Türen zu stören. Zur gleichen Zeit behauptet Mrs. O’Reilly, die Haushälterin des Pfarrers, den Geist des verstorbenen Pfarrers in der nahe gelegenen Kirche zu sehen. Als Justus eines Abends in der Kirche Licht entdeckt, betritt er die Kirche und sieht den Geist ebenfalls für einen kurzen Moment. Außerdem wird die unersetzbare Skulptur des Karpatenhundes aus Mr. Prentices Wohnung entführt, der sie für Lösegeld wiederbekommen kann. Nach einiger Zeit nimmt Bob Kontakt zu der Professorin Evelyn Lantine auf, die ihm die Vorkommnisse in der Wohnung von Mr. Prentice erklären kann.

### Die Auflösung
Sonny Elmquist ist ein Doppel-Gänger. Das heißt, sein Astralleib schafft es, während des Schlafens aus seinem Körper herauszutreten und auf Wanderschaft zu gehen. Im Normalfall sehen die Umstehenden allerdings den Doppelgänger nicht, in diesem Fall aber schon, was laut Professor Lantine sehr selten ist. Wer der spukende Pfarrer in der Kirche war, wird nicht vollständig geklärt. Justus vermutet, dass dies ebenfalls Sonny Elmquist war, der den alten Pfarrer mimte. Allerdings erklärte dies nicht, wie er die Kirche verlassen konnte, nachdem diese von der Polizei bewacht wurde. Also setzt Bob noch hinzu, dass es sich vielleicht doch um den Geist des Pfarrers handelte, einer Aussage, mit der sich die drei ??? sonst nicht zufriedengaben.
Der Karpatenhund wurde von Mr. Murphy aufgrund von Geldproblemen entführt. Zu diesem Zweck hat er Anschläge auf diverse Mieter sowie sich selbst verübt, damit er unauffällig ins Krankenhaus kommt und den Verdacht auf jemand anders lenken kann. Als die Geldübergabe vonstattengehen sollte, dachten alle, dass Mr. Murphy im Krankenhaus sei, somit hatte er das perfekte Alibi. Die Entführung des Karpatenhundes hatte aber weder etwas mit dem Geist des Pfarrers noch mit den Schatten in Mr. Prentice Wohnung zu tun.

## Inhalt (2. Auflage und höher)
Der etwa 70 Jahre alte Mr. Fenton Prentice wird in seiner Wohnung von Lichtblitzen belästigt. Zur gleichen Zeit behauptet Mrs. O’Reilly, die Haushälterin des Pfarrers, den Geist des verstorbenen Pfarrers in der nahegelegenen Kirche zu sehen (fehlt im Hörspiel). Als Justus eines Abends in der Kirche Licht entdeckt, betritt er die Kirche, und sieht den Geist ebenfalls für einen kurzen Moment. Außerdem wird die unersetzbare Skulptur des Karpatenhundes aus Mr. Prentices Wohnung entführt, der sie für Lösegeld wiederbekommen kann. Nach einiger Zeit nimmt Bob Kontakt zu der Professorin Nora Arbiter auf, die ihm die Vorkommnisse in der Wohnung von Mr. Prentice erklären kann.

### Die Auflösung
Sonny Elmquist ist ein Schlafwandler. Er schläft ein, begibt sich auf Wanderschaft, kann aber trotzdem noch mit der Außenwelt kommunizieren, erinnert sich aber nach dem Aufwachen nicht mehr daran. Mrs. Boggle, die neugierige Haushälterin, hatte sich verbotenerweise einen Zweitschlüssel zu Mr. Prentice Wohnung gemacht. Als sie herausfand, dass Elmquist Schlafwandler ist, gab sie ihm immer dann, wenn Elmquist eingeschlafen war (was häufig tagsüber war, da er nachts arbeitete) und Mr. Prentice außer Haus war, den Zweitschlüssel und den Auftrag, damit in Mr. Prentice Wohnung zu gehen. Dort sollte er herumspionieren, ihr dann davon berichten und ihr den Schlüssel wieder geben. Aber einmal wachte Elmquist auf, als er in Mr. Prentice Wohnung war, und entdeckte ein Mandala an der Decke. Da Elmquist sich unter anderem für Meditation interessiert, will er das Mandala wieder sehen und stellt sich dazu abends auf die Straße und leuchtet mit einem Spiegel und einer Taschenlampe auf das Mandala (um es so zu sehen). So entstanden die Lichtblitze.
Der Geist des Pfarrers wird so erklärt, dass dies der aktuelle Pfarrer war, der in der Kirche heimlich rauchte, da seine Haushälterin dies verabscheute. Als die Polizei an der Kirche war, traute er sich nicht, dies vor seiner Haushälterin offen zuzugeben. Diese hatte sich den Geist des Pfarrers zuvor nur eingebildet.
Die Entführung des Karpatenhundes bleibt gleich und hat auch hier nichts mit Sonny Elmquist und dem Pfarrer zu tun.

## Kritiken
Gerade bei Fans ist diese Folge sehr beliebt. Im Europa-Shop hat die Folge überwiegend gute bis exzellente Rezensionen.
Jürgen Pern von Buchwurm.info schreibt:
Solide gemachte Folge, die aber nicht das sonst vorherrschende Mystery-Feeling aufweist; zudem ist ein bisschen viel auf einmal an Action auf zu kurze Zeit gepackt worden. Die Jagd nach dem Karpatenhund und seinem Dieb gleicht eher einer wilden Hatz, bei der man den Grips nicht zu sehr anzustrengen braucht. Seitens des Hörspiels werden die Hinweise nicht ausführlich genug dargebracht, um sich als Hörer selbst einen Reim darauf machen zu können, wenngleich die Figuren wirklich interessant und ziemlich schräg sind. So wartet man sehnsüchtig darauf, dass Justus endlich die Sache am Ende aufklärt. Die Lösung ist pfiffig, geht aber in der Action zu sehr unter. Anhörenswert ist die Folge drei allemal, gehört aber zu den schwächeren Vertretern.
Auch das Buch ist sehr beliebt und schafft es auf der Fan-Bewertungsskala der rocky-beach.com auf Platz 8 aller Die-drei-???-Bücher.

## Verkaufszahlen
Genaue Verkaufszahlen gibt Kosmos zwar nicht bekannt, aber laut Angaben in den Büchern lässt sich darauf schließen, dass es acht Auflagen gab, und das Buch somit von 1978 bis 1986 lieferbar war. Davon gab es von den ersten fünf Auflagen jeweils 20.000 Exemplare und von der sechsten und siebten Auflage jeweils 25.000. Wie viele Exemplare es bei der achten Auflage gab, ist nicht bekannt. Also erschienen mindestens 150.000 Exemplare (die achte Auflage nicht mitgerechnet). Somit gehört der Karpatenhund zu den nicht allzu häufig verkauften Büchern. Zum Vergleich: Das Gespensterschloss hatte insgesamt 19 Auflagen, davon 247.000 Exemplare bei den ersten 16; Die singende Schlange hatte 10 Auflagen (180.000 Exemplare). Der heimliche Hehler wurde von 1985 bis 1999 verkauft.

## Trivia
- Im Hörspiel wurde aus Mrs. Boggle Mrs. Boogle und es wurde fälschlich Nick West als Autor angegeben.[10]
- Dr. Henry Barrister, der mit Bob zu Professor Arbiter bzw. Lantine geht, kennt die drei ??? aus der Folge … und die singende Schlange.
- Die Änderungen zur zweiten Auflage stammen von der Übersetzerin Leonore Puschert.[11]
- Die „Zauberpaste“, die Justus in dieser Folge erfindet, wird in Folge 142 Tödliches Eis erneut verwendet. Justus hat sie dort so weiterentwickelt, dass nicht nur Haut schwarz wird, wenn sie damit in Berührung kommt, sondern auch Textilien.
- Diese Folge ist nicht die einzige, in die M. V. Carey übernatürliche Phänomene einbaut: In Folge 31 … und das Narbengesicht hat die alte Dame Mrs. Denicola Wahrträume.
- Dies ist auch nicht die einzige Folge, in der ein Teil der Handlung für die deutsche Ausgabe verändert wurde. In … und die silberne Spinne wurde die Handlung von Europa nach Texas verlegt.
- Neben den USA und den deutschsprachigen Ländern erschien das Buch in Großbritannien, Spanien, Italien, Griechenland, Schweden, Dänemark, Norwegen, Finnland, Polen, Russland und Indonesien. Somit wurde es in elf verschiedene Sprachen übersetzt.
- Die Folge wurde mit einer Goldenen Schallplatte ausgezeichnet.
- Die Band Karpatenhund hat sich nach dieser Folge benannt.